# Nelson-Insel
Die Nelson-Insel (arabisch جزيرة جريشة, Gaziret Dusuqi, DMG Jazīrat Disūqī) ist eine unbewohnte, rund 315 Meter lange Insel 3,5 km nordöstlich von Abukir, Ägypten. Sie ist nach Horatio Nelson benannt. Die Insel erreicht eine Höhe von neun Metern und weist einen Leuchtturm auf.
2000 gruben der Ägyptologe Paolo Gallo und ein Team um Nick Slope, Vorsitzender der Nelson Society, auf der Insel und fand Gräber aus den Jahren 1798 und 1801. 2005 wurden die menschlichen Überreste, darunter die Skelette von 32 Personen, darunter Seeleute, Soldaten, einer Frau und drei Kindern, sowie von Kapitän James Russel, Kommandant der HMS Ceres, zum Military and War Memorial Cemetery  Al-Shatby in Alexandria überführt. Die Funde zeigten auf, dass auch Frauen an Bord der britischen Kriegsschiffe Dienst verrichteten.